# Topki
Topki (en russe : Топки) est une ville de l'oblast de Kemerovo, en Russie, et le centre administratif du raïon Topkinski. Sa population s'élève à 28 217 habitants en 2013.

## Géographie
Topki est située sur la rivière Tom, à 29 km à l'ouest de Kemerovo.

## Histoire
Topki est fondée en 1914 en raison de la construction du chemin de fer Transsibérien. La gare de Topki est ouverte en 1916. Topki accède au statut de commune urbaine en 1929 puis à celui de ville en 1933.

## Population

### Démographie
Recensements (*) ou estimations de la population
| 1931   | 1939*  | 1959*  | 1970*  | 1979*  |
| ------ | ------ | ------ | ------ | ------ |
| 11 900 | 22 725 | 26 971 | 28 914 | 30 983 |

| 1989*  | 2002*  | 2010*  | 2012   | 2013   |
| ------ | ------ | ------ | ------ | ------ |
| 33 574 | 31 004 | 28 641 | 28 421 | 28 217 |

### Nationalités
Au recensement de 1989, la répartition de la population par nationalité était la suivante : Russes : 92,7 % – Allemands : 1,7 % – Tchouvaches : 1,5 % – Ukrainiens : 1,4 % – Biélorusses : 0,6 % – Tatars : 0,5 % – Mordves : 0,5 % – autres : 1,1 %.